# Антикоммунистический альянс (Индонезия)
Антикоммунистический альянс (индон. Aliansi Anti Komunis) — индонезийская коалиция праворадикальных организаций исламского и националистического характера. Создан в начале 2000-х для противодействия попыткам легализации компартии и марксистско-ленинской идеологии. Продолжает традицию TRITURA, проводит антикоммунистические акции. Связан с армейскими кругами. Поддерживает правые политические партии.

## Создание
В мае 1998 года под давлением массовых протестов ушёл в отставку президент Индонезии Сухарто. Смена власти повлекла активизацию левых кругов. При президенте Абдуррахмане Вахиде стали подниматься вопросы об отмене законодательного запрета на идеологию марксизма-ленинизма и деятельность коммунистические организации, о пересмотре официальных оценок событий 1965—1966.
Государственных решений на этот счёт не принималось. Но сам факт таких обсуждений вызывал резкие протесты правых сил — армейского командования, мусульманских организаций, многочисленных сторонников сухартовского «Нового порядка». Началась консолидация антикоммунистических сил. В конце 2000 года был создан Антикоммунистический альянс (AAK).

## Структуры
В структуре AAK объединились 33 исламские и националистические организации, в основном молодёжные. Из них наиболее многочисленные и активные:
- Движение исламской молодёжи (GPI)
- Фронт защитников ислама (FPI)
- Антикоммунистический альянс молодёжи и студентов (APMAK)
- Альянс студентов Джакарты (AMJ)
- Красно-белые воины (LMP)

GPI и FPI в известной степени продолжили идейную традицию мусульманского координационного комитета Субхана ЗЭ. APMAK и AMJ напоминают КАМИ и КАППИ. LMP — организация ветеранов восточнотиморской проиндонезийской милиции Aitarak.
В альянс входит ряд региональных организаций (особенно на Яве), активно примыкают члены мусульманских студенческих ассоциаций HMI и PII, участники движения Молодёжь Панчасила.

## Идеология
Главная задача AAK — не допустить легализации коммунистической идеологии и Компартии Индонезии (КПИ). Альянс настаивает на строгом соблюдении законодательства 1966 года — указа Сухарто от 12 марта, постановления Временного народного консультативного конгресса от 5 июля, закона от 27 сентября — о запрещении компартии и марксизма-ленинизма.

Пусть коммунисты не надеются на возвращение в Индонезию. Коммунисты не имеют права жить на земле Панча Сила.

Рахмат Имран, координатор AAK в Джакарте

Коммунизм рассматривается как идеология и система тоталитарной диктатуры, враждебной нации и религии. Коммунистическая идеология и КПИ однозначно отождествляются с Движением 30 сентября 1965 года, которое рассматривается как преступный заговор.
При этом к коммунистам, неокоммунистам или коммунистическим пособникам (вольным и невольным) причисляются практически любые левые или даже либеральные организации и активисты. Особенное подозрение вызывают правозащитные организации, сотрудничающие с родственниками членов КПИ, погибших в 1960-х годах. Негативно относится AAK и к президенту Джокови, которого подозревает в прокоммунистических симпатиях.
Подобно движению TRITURA 1966 года, AAK выдвигает три требования:
- запрет публичных мероприятий, пропагандирующих идеи КПИ под видом правозащиты или исторических исследований
- пресечение деятельности интеллектуалов, проповедующих «коммунистический стиль»
- «уничтожение всех семян коммунизма в Республике Индонезия»

Особое место занимает отстаивание прежней трактовки событий середины 1960-х годов. Культивируются образы Сухарто и его соратников как спасителей Индонезии. Любые другие оценки вызывают крайне жёсткую реакцию — как очернение истории, нападки на армию и национальных героев.

## Действия

### 2000-е
В 2001 году отмечались многочисленные нападения активистов AAK на носителей левой символики. Причиной избиения могла стать, например, футболка с изображением Че Гевары. В конце марта мусульмане-антикоммунисты сорвали в Темангунге запланированное правозащитниками перезахоронение нескольких жертв резни 1965—1966. Церемония была атакована с применением насилия. Через несколько дней несколько тысяч антикоммунистов окружили дом инициатора церемонии — правозащитника Иравана Мангункусумы, политзаключённого времён Сухарто — и угрожали ему физической расправой. Ираван Мангункусума вынужден был скрываться под защитой полиции.
Атакам подвергались книжные магазины Джакарты, в которых появлялась литература, «сомнительная» с антикоммунистической точки зрения. Были сожжены экземпляры книги Размышления о Карле Марксе профессора-иезуита Франца Магниса-Сусено. Парадокс ситуации заключался в том, что Магнис-Сусено — антикоммунист, и его книга посвящена критике марксизма. Однако члены AAK не стали вчитываться в текст, увидев на обложке слова «Карл Маркс».
AAK предупредил, что ужесточит «чистку» книжных магазинов. Владельцы и работники стали изымать левую литературу из продажи либо прятать на менее видные места. Союз журналистов Юго-Восточной Азии заявил протест против действий AAK. Обращение было направлено президенту Абдуррахману Вахиду. Представители правозащитных и леволиберальных организаций резко осудили AAK. Антикоммунистическую риторику Альянса они характеризовали как «прикрытие враждебности к демократии и любым реформам».
Индонезийские антикоммунисты проводили и свою международную политику. Осенью 2001 года делегация GPI посетила Афганистан. Выяснялась судьба около 300 индонезийских моджахедов, воевавших на стороне Талибана и попавших в плен к Северному альянсу.
Деятельность AAK отражала укоренённость в Индонезии принципов и структур «Нового порядка», широкую распространённость антикоммунистических настроений.

### 2010-е
Новый всплеск активности AAK пришёлся на период после избрания президентом левоцентристского политика Джокови. Вновь, как на рубеже 1990—2000-х начались разговоры о легализации КПИ. Джокови и его окружение категорически опровергали наличие таких планов, но в правых кругах устойчиво держится представление о президенте как о «тайном стороннике КПИ».
В 2015 году Альянс антикоммунистических сообществ Западной Явы высказался категорически против возможных извинений и компенсаций семьям убитых членов КПИ и призвал граждан Индонезии бдительно следить за коммунистической угрозой, сплотиться в борьбе против реанимации коммунизма. Тогда же антикоммунистические активисты провели массовые акции в Бандунге. Сжигалась коммунистическая символика, поднимались лозунги антикоммунистического джихада и отставки Джокови. Кроме того, выдвигались требования прекратить экономическое сближение с КНР и отправить на родину китайских «гастарбайтеров», занимающих рабочие места коренных индонезийцев.
В августе 2017 года AAK активно участвовал в протестах против визита в Индонезию секретаря ЦК Компартии Вьетнама Нгуен Фу Чонга.
Крупная акция AAK состоялась в Джакарте 17 сентября 2017 года. Активисты протестовали против собрания правозащитной организации Институт правовой помощи (LBH) с родственниками убитых коммунистов. В этом мероприятии AAK усмотрел оправдание КПИ и «Движения 30 сентября». Основную массу протестующих составляли студенты — члены APMAK и AMJ. Столкновение переросло в уличные беспорядки.
Среди требований AAK — демонтаж памятника в Джакарте работы советского скульптора Матвея Манизера. Памятник, возведённый в 1963 году при Сукарно активисты AAK считают коммунистическим символом.
AAK сотрудничает с коалицией правомусульманских партий, поддерживает её кандидатов на выборах. Выступал на стороне генерала Прабово Субианто в ходе предвыборной кампании 2014. Альянс имеет связи с представителями армейского командования и полиции. В мероприятиях AAK непосредственно участвует авторитетный военачальник, генерал-майор в отставке Кивлан Зэн.

## Руководители
Единого лидера в AAK нет. Из руководителей наиболее известны председатель GPI Суаиб Диду, координатор AAK в Джакарте студенческий активист Рахмат Имран, этнический китаец Цзэн Вэй, лидер восточнотиморских ветеранов Aitarak Эурику Гутерриш, руководитель антикоммунистических сообществ Западной Явы Мухсин аль-Фикри.